# حسینیه سنگ‌آوی
حسینیهٔ سنگ‌آوی مربوط به دوره قاجار است و در شهرستان گراش، بخش مرکزی، بافت قدیم گراش واقع شده و این اثر در تاریخ ۱۹ مرداد ۱۳۸۴ با شمارهٔ ثبت ۱۲۷۲۲ به‌عنوان یکی از آثار ملی ایران به ثبت رسیده است.